# Зелёноармейцы

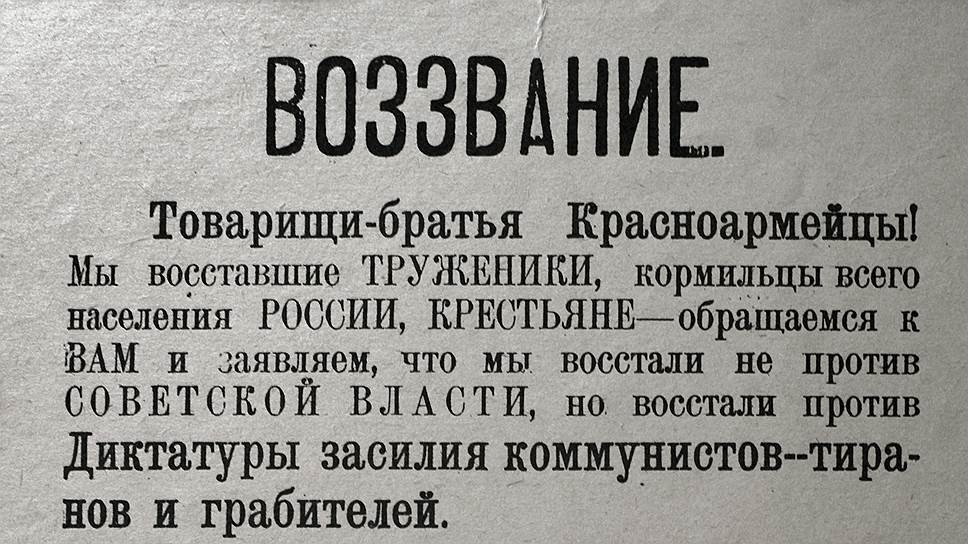
Воззвание красноармейцам, напечатанное во время Чапанной войны, набранное на революционной орфографии и декларирующее верность идее советской власти

Зелёноарме́йцы (зелёные люди, зелёные повста́нцы, зелёные партизаны, Зелёное движение, Третья сила) — обобщённое название нерегулярных, преимущественно крестьянских и казачьих вооружённых формирований, противостоявших иностранным интервентам, большевикам и белогвардейцам в годы Гражданской войны в России. В более широком смысле, «зелёные» — определение для «третьей силы» в общероссийской Гражданской войне.

## Ориентация
Крестьянские восстания 1918—1919 годов имели сильные национальные и региональные различия, множество идеологических оттенков, однако выдвигали ряд следующих однородных требований:
1. Чёрный передел общинной земли.
2. Конец продразвёрстки и монополии государства на зерно и другие продукты питания, возвращение к свободному местному рынку.
3. Свободные советы, то есть самоуправление. Это везде означало советы без коммунистов, а в бывшей черте оседлости к списку добавлялись евреи и немцы. Главными исключениями были Западная Сибирь и Урал, где в 1919 году звучали лозунги в поддержку Учредительного собрания, а также Тамбовщина, где антоновцы сражались за него даже в 1921 году.
4. Никаких навязанных сверху совхозов и коммун, часто отождествлявшихся с введением нового крепостного права.
5. Уважение религии, местных и национальных обычаев и традиций.

Эти требования, особенно в социально-экономической части, были близки к эсеровской идеологии, преобладавшей тогда в русской и украинской народной, а зачастую и интеллигентской, среде. Это не означает, что они являлись точным выражением программы эсеровской партии, которая не включала требования свободных советов, или что эсеровская партия руководила крестьянским повстанческим движением.
В обиходе существовали понятия «красно-зелёные» и «бело-зелёные» — первые в большей степени тяготели к красным (махновцы), вторые — к белым (антоновцы, Г. Яценко, А. Чалый). Национально-демократическое крыло повстанческого движения возникло на Кубани, в него входили жители села Раздольного, Измайловки и других сёл.

## 1918—1919

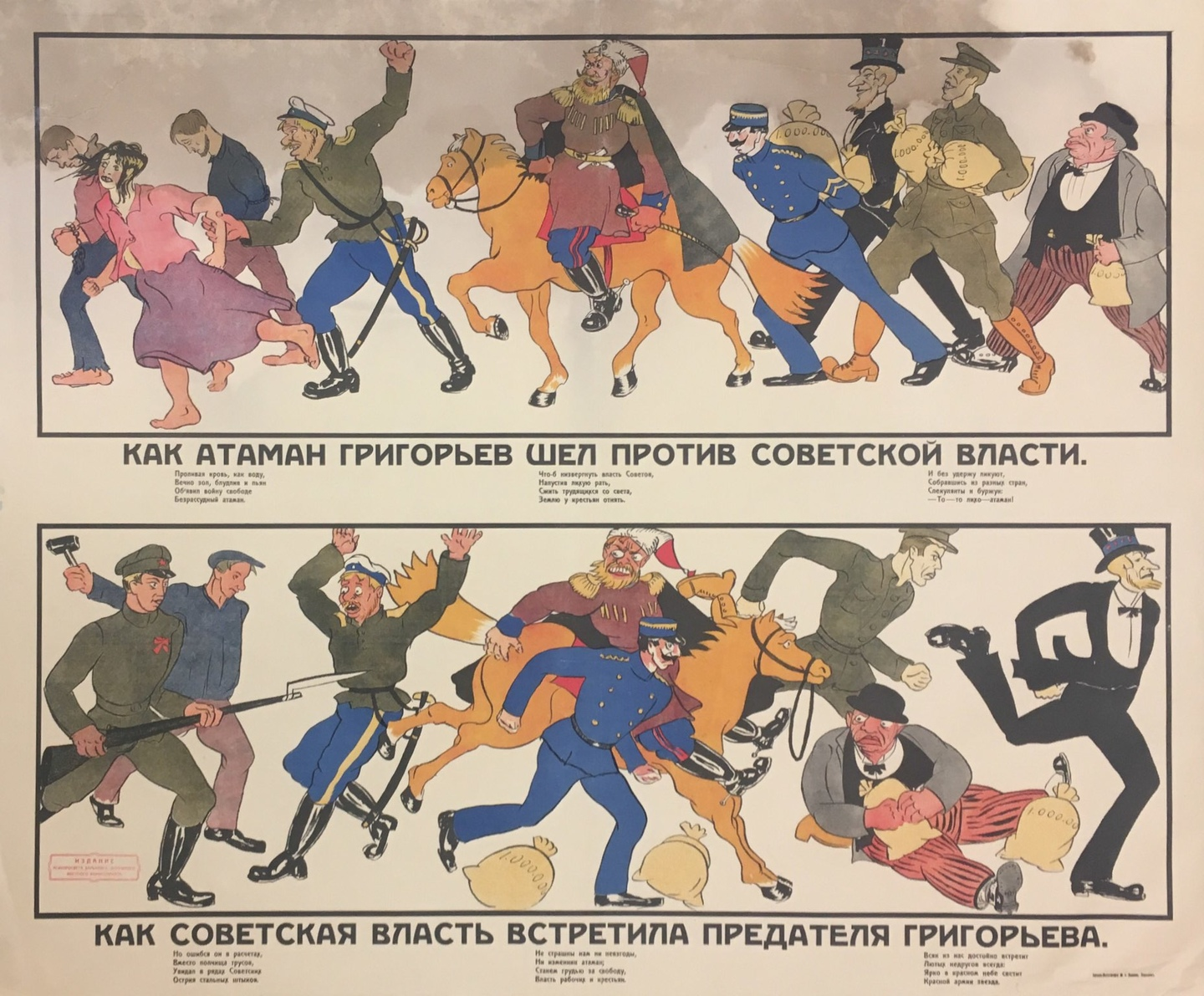
Большевистский агитационный плакат, изображающий борьбу с атаманом Григорьевым, 1919 год.

Массово зелёные начали появляться весной-летом 1918, когда и белогвардейцы, и красные развернули принудительную широкую мобилизацию. Уклонисты, не желавшие служить, скрывались в лесах (отсюда название), и в ответ на террор и репрессии в тылу контролируемой той или иной стороной территории начали создавать партизанские отряды, которые часто поддерживались соответствующим противником. Так партизан можно разделить на условно красно-зелёных и бело-зелёных. На Украине в 1919 году «зелёными» также называли участников отрядов атамана Зелёного, сражавшихся попеременно против «белых», «красных», германских войск и гетманцев. «Зелёным генералом» сам себя называл белорусский и польский атаман (батька) Булак-Булахович.
В апреле 1919 года в Черноморской губернии началось восстание против власти Главнокомандующего вооружёнными силами Юга России А. Деникина. 1 декабря 1919 года в Гаграх (территория Грузинской демократической республики) на съезде крестьян, поддержавших это восстание, был образован Комитет освобождения Черноморской губернии. Его силы в январе — апреле 1920 года сражались с деникинцами.

## 1920 и позднее
В документе штаба РККА начала 1921 года С. С. Каменев сообщает Троцкому, что на текущий момент существует «бандитизм» трёх видов.
1. Шесть больших «очагов», где повстанцы пользуются активной поддержкой местного населения и могут привлечь тысячи бойцов:
  1. антоновщина в Тамбовской губернии — приблизительно 15 000 повстанцев;
  2. Западная Сибирь — 50 000—60 000 повстанцев;
  3. Правобережная Украина — около 2 500 партизан, в основном украинских националистов;
  4. Левобережная Украина, где под началом Махно было почти 1 500 человек;
  5. Средняя Азия — приблизительно 25 000—30 000 «басмачей»;
  6. Дагестан, где весной 1921 действовали почти 5 000 повстанцев.
2. Множество мелких и крупных банд по всей стране, связанных с местным населением, но не пользующихся его активной поддержкой.
3. Криминальный бандитизм в собственном смысле слова, подавление которого решительно поддерживалось самими крестьянами.

По мнению историка А. Грациози к первой категории следует отнести Кубань, где только что было подавлено большое восстание, начавшееся летом 1920 года, и всё восточное побережье Чёрного моря, весной 1921 года частично контролировавшееся «зелёными».

## В культуре
Т. П. Дмитриев в романе «Зелёная зыбь» рассказывает о деятельности «Зелёной армии», рьяно боровшейся с новой властью, о драматических событиях в Юрьев-Польском и уезде, а также в окрестных землях и на сопредельных территориях, разыгравшихся летом 1919 года и позже. Дмитриев изменил имена и названия населённых пунктов, но точно сохранил канву событий. В результате в 1982 году появился литературно-исторический плагиат: группа авторов издала текст романа в виде исторических очерков, вернув настоящие имена и названия (часть названий оказалась, правда, перепутана). В романе Дмитриев изображал зелёных как кулаков, дезертиров и бандитов, но художественный язык произведения поднимает их до уровня неудовлетворённых жизнью героев, причём в рецензии, данной в журнале «Октябрь» № 4 за 1927 год, сказано, что Дмитриев даёт пропорционально верную картину гражданской войны в масштабе одного уезда.
Повествование о зелёноармейцах ведётся в песне «Чёрное знамя» российской рок-группы «Элизиум».
В рассказе М.М. Зощенко «Гиблое место» двое незнакомцев заставили бабку Василису угадывать, кто они:
«Нет, не угадала, мамаша. Мы — зелёная армия. И мы идём против белых и против красных под лозунгом „Догорай моя лучина“.
И тут они взяли бабку за руку и застрелили её во дворе».
В художественном фильме «Адъютант его превосходительства», банда «зелёных» под руководством батьки Ангела воюет против «красных» и «белых» с лозунгом на тачанке: «Бей белых пока не покраснеют. Бей красных пока не побелеют».